# 克里斯托夫·英果尔德
克里斯托夫·英果尔德（英語：Christopher Kelk Ingold，1893年10月28日—1970年12月8日），英国化学家，伦敦大学学院教授。物理有机化学的开山鼻祖。

## 贡献
- 对反应机理研究的贡献

他和罗宾逊一起开始了有机反应机理的研究。现在有机化学里的很多概念，比如亲核、亲电、SN1、SN2、E1、E2等等都是他们首创的。这些概念的提出对揭示有机反应内在机理从而实现控制有机反应起到了巨大的促进作用。
- 中介论和共振论

英果尔德是中介论的创立者。
当鲍林和威兰特的关于共振论论文发表之后，英果尔德立即于1934年对共振论表示赞同，并称为“物理学原理”，而他把自己的理论称之为“化学原理”，而他表示，“中介”一词是更为合理的概念。

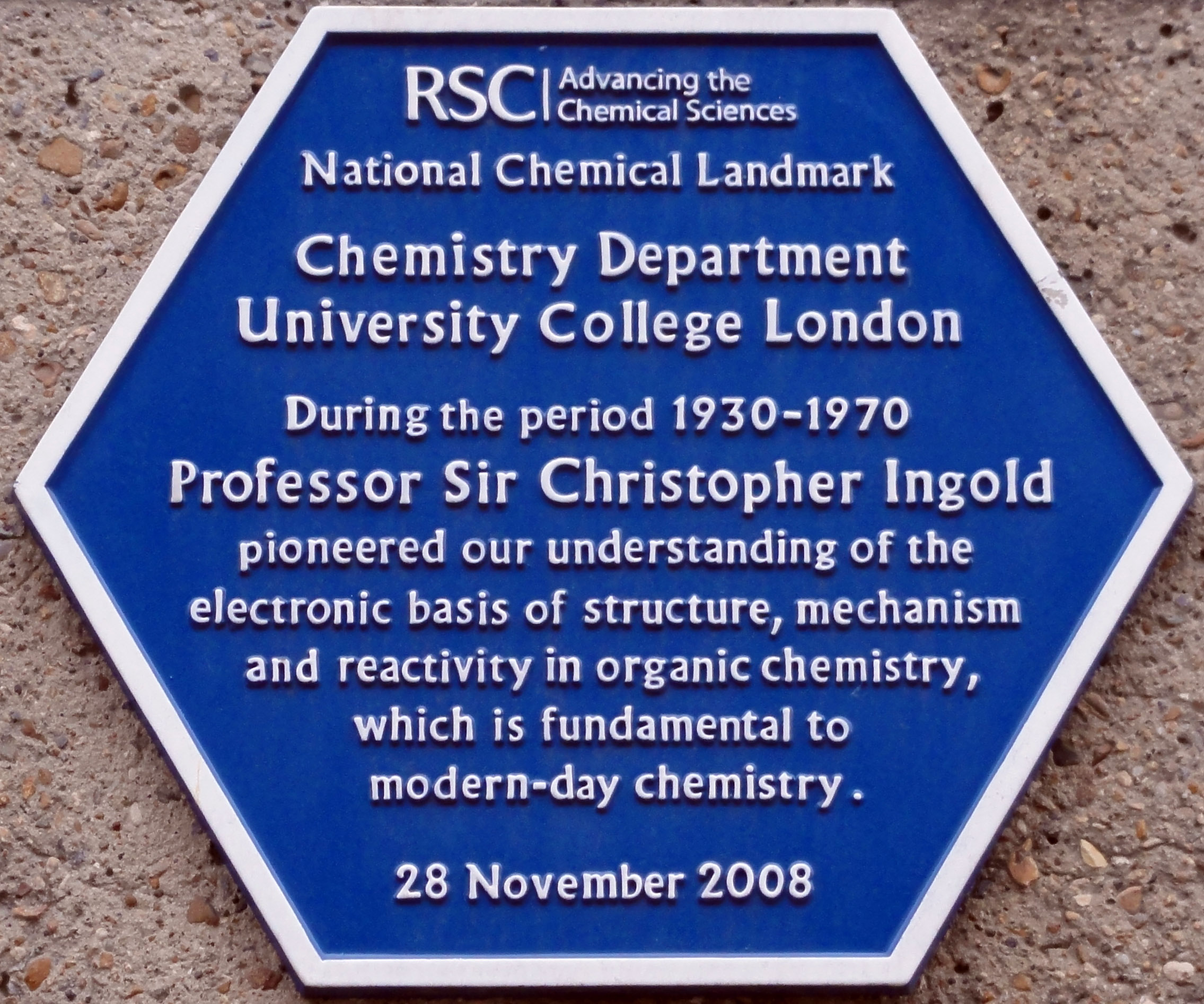
RSC commemorative plaque at University College.